# Verteneglio
Verteneglio (in croato Brtonigla; in veneto Vertenejo) è un comune di 1 607 abitanti della Croazia situato nella parte settentrionale dell'Istria, vicino al fiume Quieto, costruito su un antico castelliere preistorico. È il secondo comune istriano dopo Grisignana in termine di percentuale di abitanti di lingua italiana (40% nel 2011) ed è una municipalità bilingue (croato/italiano).

## Geografia fisica
Verteneglio in precedenza apparteneva al comune di Buie, situato immediatamente a nord, mentre il fiume Quieto segna il confine sud. Il paese di Verteneglio in origine era collocato in cima ad un cocuzzolo ma col tempo si è esteso sui fianchi occupando l'intera la collina. La zona è adatta all'agricoltura. Vi si produce vino, grano, mais, olio e verdure. È distante a nord-est circa 3 km da Buie (Buje, che anticamente fu anche sede del comune, del tribunale e del catasto), mentre è distante a sud-ovest circa 4 km dal mare. La località marina più vicina è Carigador.
Le estati si presentano lunghe e asciutte, mentre gli inverni sono miti e gradevoli.

## Origini del nome
Verteneglio fu citato per la prima volta nel 1234 con l'antico nome Ortoneglo o Hortus Niger, ossia orto di terra nera.

## Storia
Fin dall'epoca carolingia è documentata l'esistenza dell'antico monastero benedettino di San Martino di Tripoli (de Tripola o de Tripole) insediatosi su un'altura ancora oggi denominata Monte delle Madri (o Monte delle Monache) posta fuori Verteglio nella zona a sud-est lungo la strada che conduce a Villanova. Nel 1180 il monastero è donato dal vescovo di Cittanova Giovanni al priore del monastero di San Daniele di Venezia. Era stato un monastero importante che gestiva il feudo di Verteneglio, ma l'assegnazione segnerà il lungo e lento declino, suscitando ben presto l'interesse dei vicini e scatenando numerosi contrasti, infatti con sentenza vescovo di Cittanova Gerardo del 5 giugno 1230, il rettore di San Martino doveva essere nominato dal priore di San Daniele e prestare fedeltà al vescovo, ma lo stesso anno il monastero è occupato da Vidotto e Fabiano, signori del Castello di San Giorgio al Quieto, che a dir loro ne fungono da protettori, pentiti lo restituiscono al legittimo rettore promettendone la loro protezione. In seguito subentrano ligiti anche fra vescovo ed il priore di San Daniele che saranno superati dopo la sentenza del patriarca di Aquileia Bertoldo con accordi specifici raggiunti nel 1254. Nel 1337 Biachino, signore di Momiano, si impadronì del monastero senza alcun titolo o diritti, e quindi venne costretto a rilasciare tutti i beni usurpati e restituirli al priore di San Daniele, Bonifacio di Castromonte il quale nel 1342 cederà brevemente il cenobio di San Martino al monastero di San Gregorio di Capodistria, ma nel 1366 il vescovo di Cittanova Marino Michiel restituirà il monastero a Pietro de Bugiela priore di San Daniele di Venezia. Dal 1437 ai monaci subentrarono le monache agostiniane cui era passato il cenobio di San Daniele, la cui presenza venne allora ricordata dalla denominazione dell'intera altura. Al principio del XVI secolo, probabilmente a causa delle epidemie di peste, il cenobio venne abbandonato andando rapidamente in rovina. Sui resti del monastero, o poco distante, venne costruita la chiesa di San Martino e le monache elessero un capellano per la celebrazione delle funzioni religiose; l'edificio è ancora testimoniato alla fine del '700, ma ad oggi non ne rimane che il ricordo in due toponimi: Monte delle Madri e Pozzo di San Martino.
Nell'XI secolo si insediarono nella zona veneti, provenienti dalla Repubblica di Venezia e nel XVI e XVII secolo dalla Dalmazia e dai Balcani giunsero e si insediarono diverse famiglie contadine slave in fuga dai turchi. Fece parte della Serenissima Repubblica di Venezia e poi dell'Impero austro-ungarico, con la breve parentesi del Regno d'Italia napoleonico . Dopo la prima guerra mondiale e quindi il trattato di Rapallo il paesino entrò a far parte dell'Italia, periodo nel quale il Verteneglio conobbe il suo massimo sviluppo demografico e economico. Dopo la seconda guerra mondiale fu incluso nella Zona B del Territorio Libero di Trieste. A seguito della cessione della Zona B alla Jugoslavia, come in diverse altre località, molti abitanti lasciarono il paese a causa dell'esodo istriano. Dal 1991 Verteneglio è un comune della Regione istriana della Repubblica di Croazia.

### Stemma

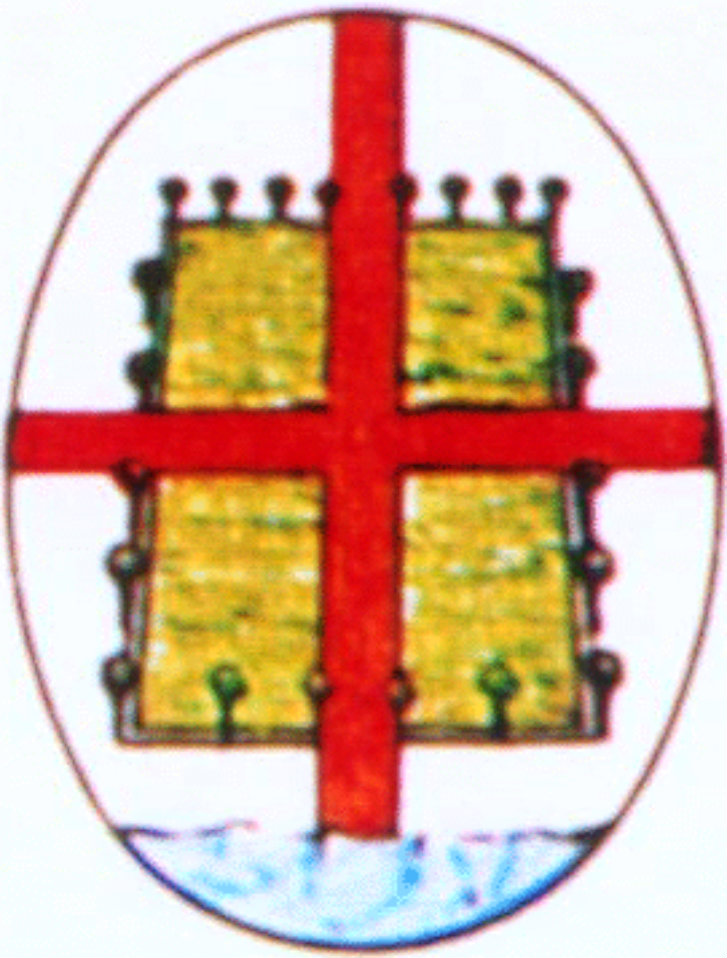
Lo stemma storico

Il simbolo della cittadina divenne ufficiale per la prima volta durante il periodo di sovranità italiana (1920-1945). Il simbolo allora era composto da una cornice ovale la quale racchiude un campo verde attraversato da due strade di colore rosso scuro che si incrociano nal centro dello stemma ed il mare (verso la parte bassa dello stemma)
lo stemma che viene usato dall'indipendenza della Croazia copia perfettamente l'antico stemma, tranne il mare che è stato spostato verso l'alto. Tutto è racchiuso in una cornice bianca.

## Monumenti e luoghi d'interesse

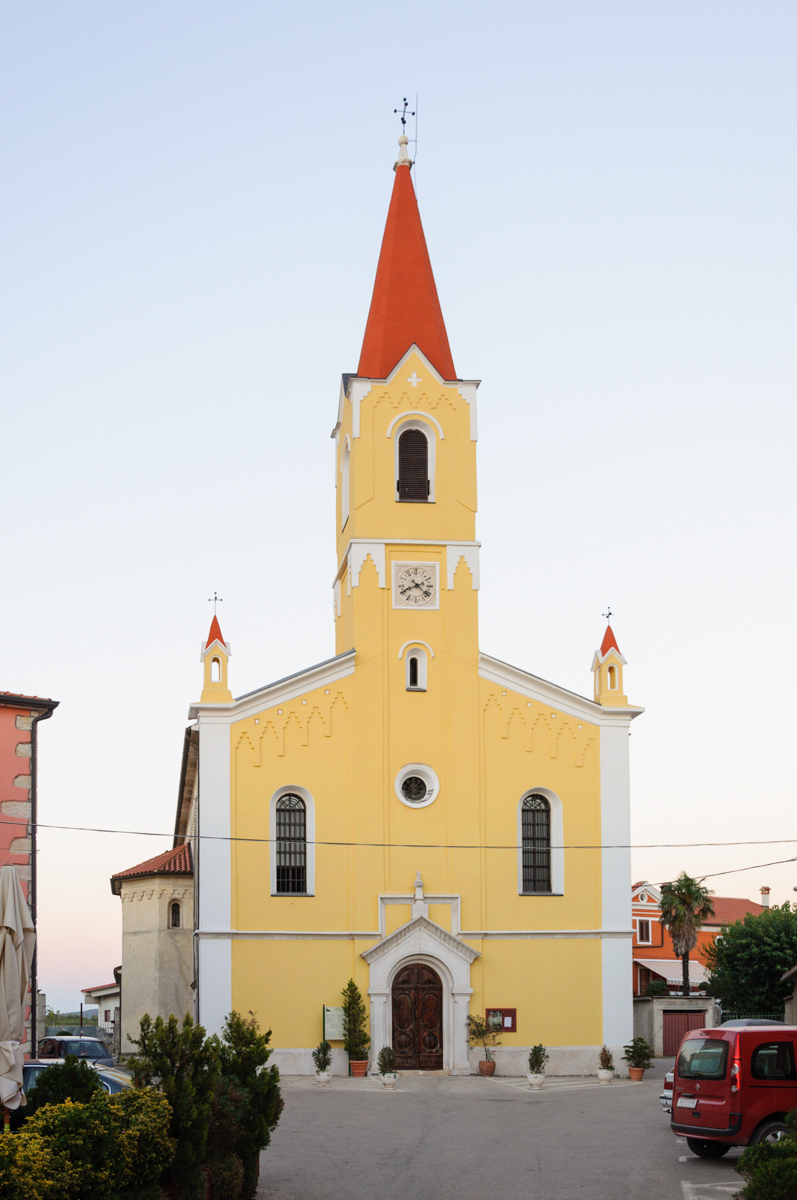
Chiesa di San Zenone
La chiesa parrocchiale di Verteneglio è dedicata a San Zenone, vescovo di Verona e patrono della cittadina. Il soffitto della chiesa è piatto, l'abside poligonale, e le pareti laterali sono decorate da altari di marmo realizzati secondo i principi del neobarocco. Sulla facciata, di colore giallo ci sono due grandi finestre poste ai lati. Sopra l'entrata si alza un alto campanile rosso, ed ai lati del tetto ci sono due piccole guglie.
La chiesa fu edificata tra il 1859 e il 1861 sulle fondamenta dell'omonima chiesa più antica che datata intorno al 1480.
Parco naturale Scarlini
Il parco naturale di Scarlini è una riserva che si trova a due chilometri da Verteneglio. Prende il nome dal ruscelletto Scarlini, il quale sfocia nel fiume Quieto. All'interno del parco il ruscello ristagnando in una piccola conca forma un lungo stagno di colore verde.

## Società

### Evoluzione demografica
Abitanti censiti (solo a Verteneglio, non sono comprese le frazioni minori)

### La presenza autoctona di italiani
È presente una comunità di italiani autoctoni che rappresentano una minoranza residuale di quelle popolazioni italofone che abitarono per secoli la penisola dell'Istria e le coste e le isole del Quarnaro e della Dalmazia, territori che appartennero alla Repubblica di Venezia. La presenza degli italiani a Verteneglio è drasticamente diminuita in seguito all'esodo giuliano dalmata, che avvenne dopo la seconda guerra mondiale e che fu anche cagionato dai "massacri delle foibe".

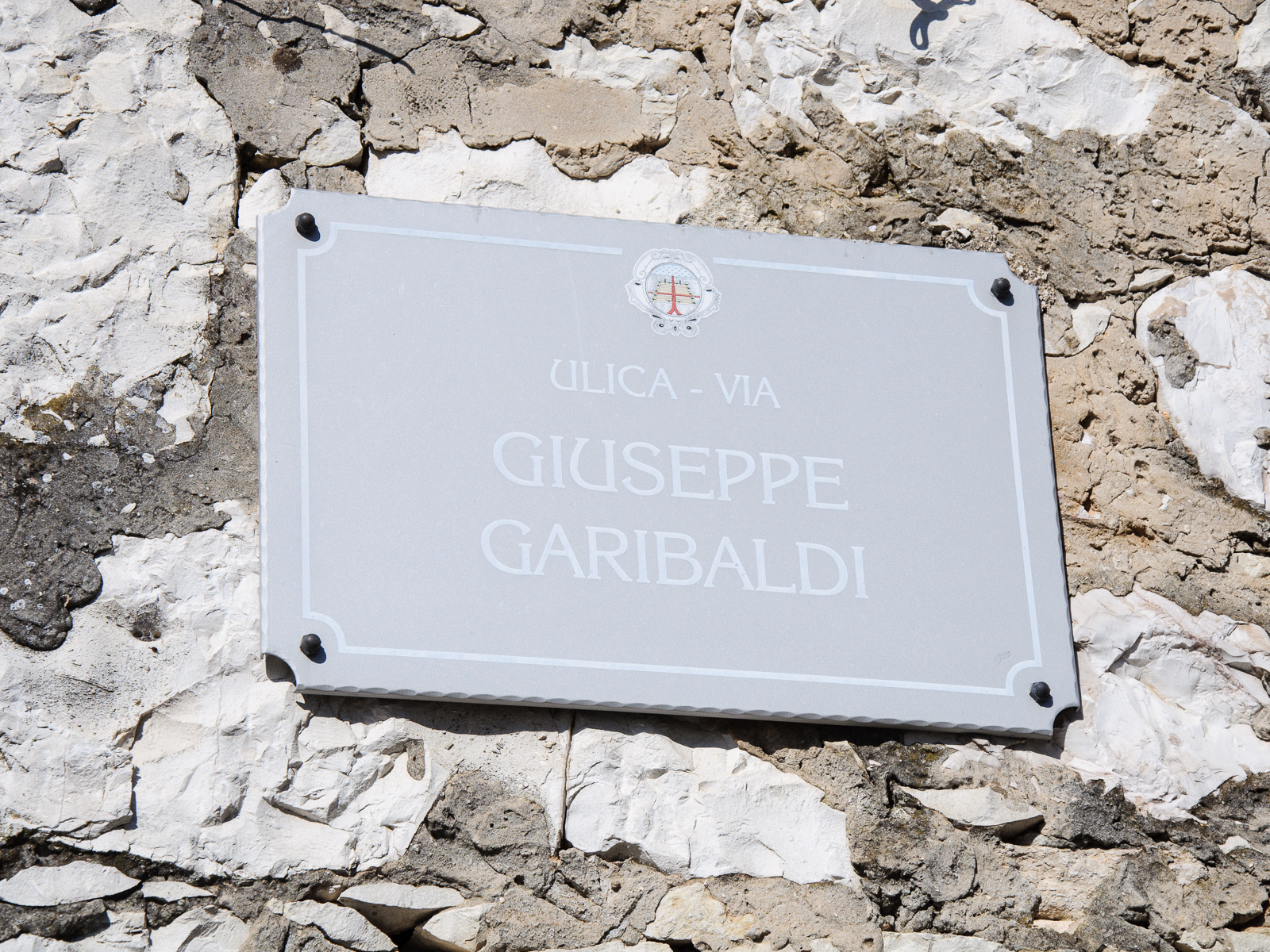
Toponomastica bilingue croato-italiano a Verteneglio

Il comune è bilingue; Verteneglio infatti è il secondo comune istriano - dopo Grisignana - in termine di percentuale di abitanti di lingua italiana. Fino a prima dell'esodo la popolazione di etnia italiana era tra il 98 ed il 100% del totale. Secondo il censimento del 2011, nonostante l'esodo, risulta una consistente minoranza italiana, composta da 647 abitanti, pari al 39,79%. Più della metà della popolazione fa parte delle locali Comunità degli Italiani di Verteneglio nella cittadina e Comunità degli Italiani di Villanova nell'omonima frazione.

### Lingue e dialetti
| %      | Ripartizione linguistica (gruppi principali) |
| ------ | -------------------------------------------- |
| 52,82% | madrelingua croata                           |
| 41,29% | madrelingua italiana                         |
| 2,47%  | madrelingua slovena                          |
| 1,52%  | madrelingua albanese                         |

| %      | Ripartizione linguistica (gruppi principali) |
| ------ | -------------------------------------------- |
| 54,00% | madrelingua croata                           |
| 39,79% | madrelingua italiana                         |
| 2,28%  | madrelingua slovena                          |
| 0,43%  | madrelingua albanese                         |

### Religione
|                         |                         |  |     |     |
| ----------------------- | ----------------------- |  | --- | --- |
| Cristianesimo cattolico | Cristianesimo cattolico |  | 85% | 85% |
| Atei                    | Atei                    |  | 4%  | 4%  |
| Musulmani               | Musulmani               |  | 3%  | 3%  |
| Non credenti            | Non credenti            |  | 4%  | 4%  |
| Ortodossi               | Ortodossi               |  | 2%  | 2%  |

## Geografia antropica

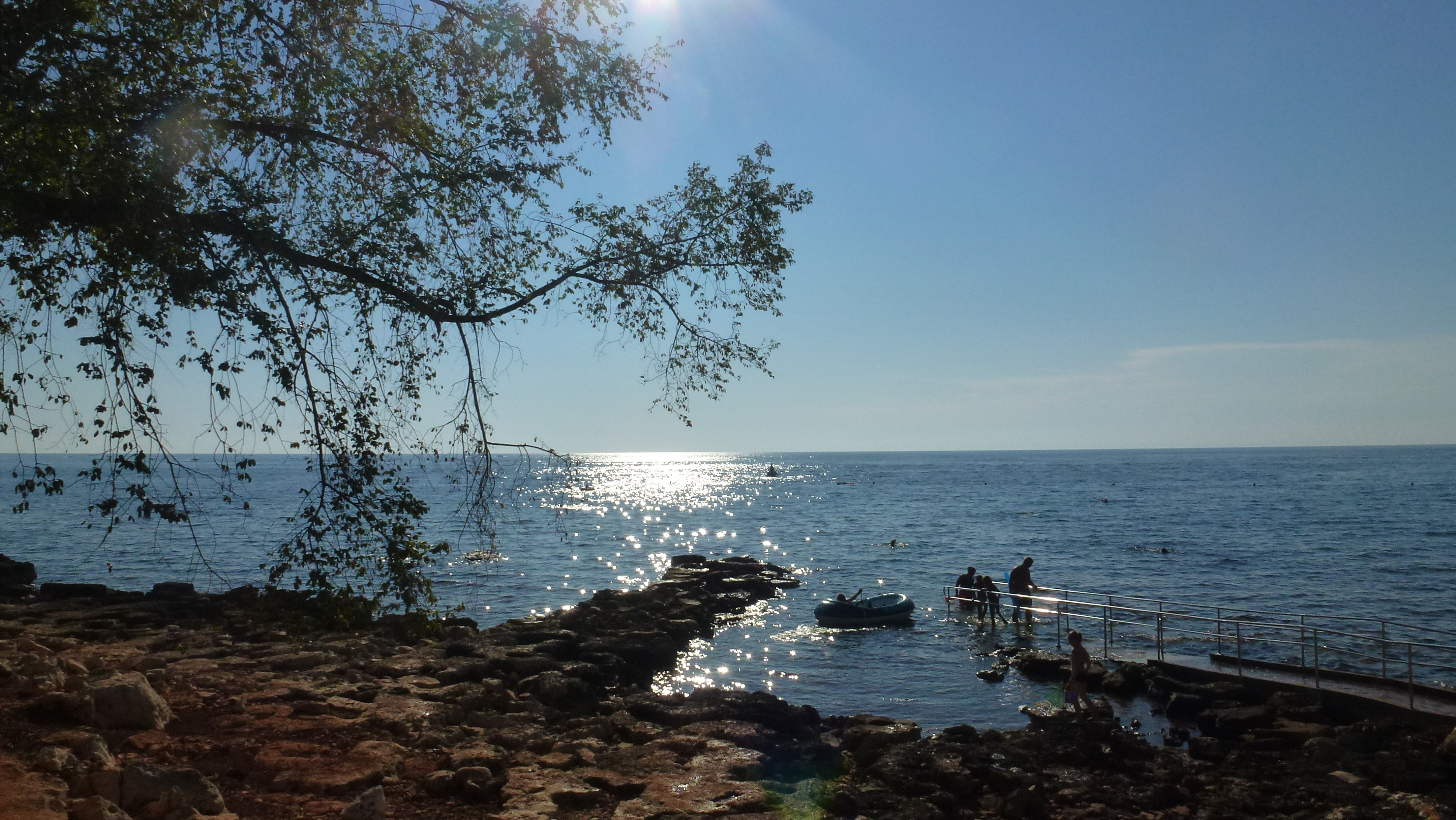
Carigador (Karigador)

### Frazioni
Il comune di Verteneglio è diviso in diverse frazioni: 
- Verteneglio (Brtonigla), sede comunale
- Fiorini
- Carigador (Karigador)
- Villanova del Quieto (Nova Vas)
- Radini

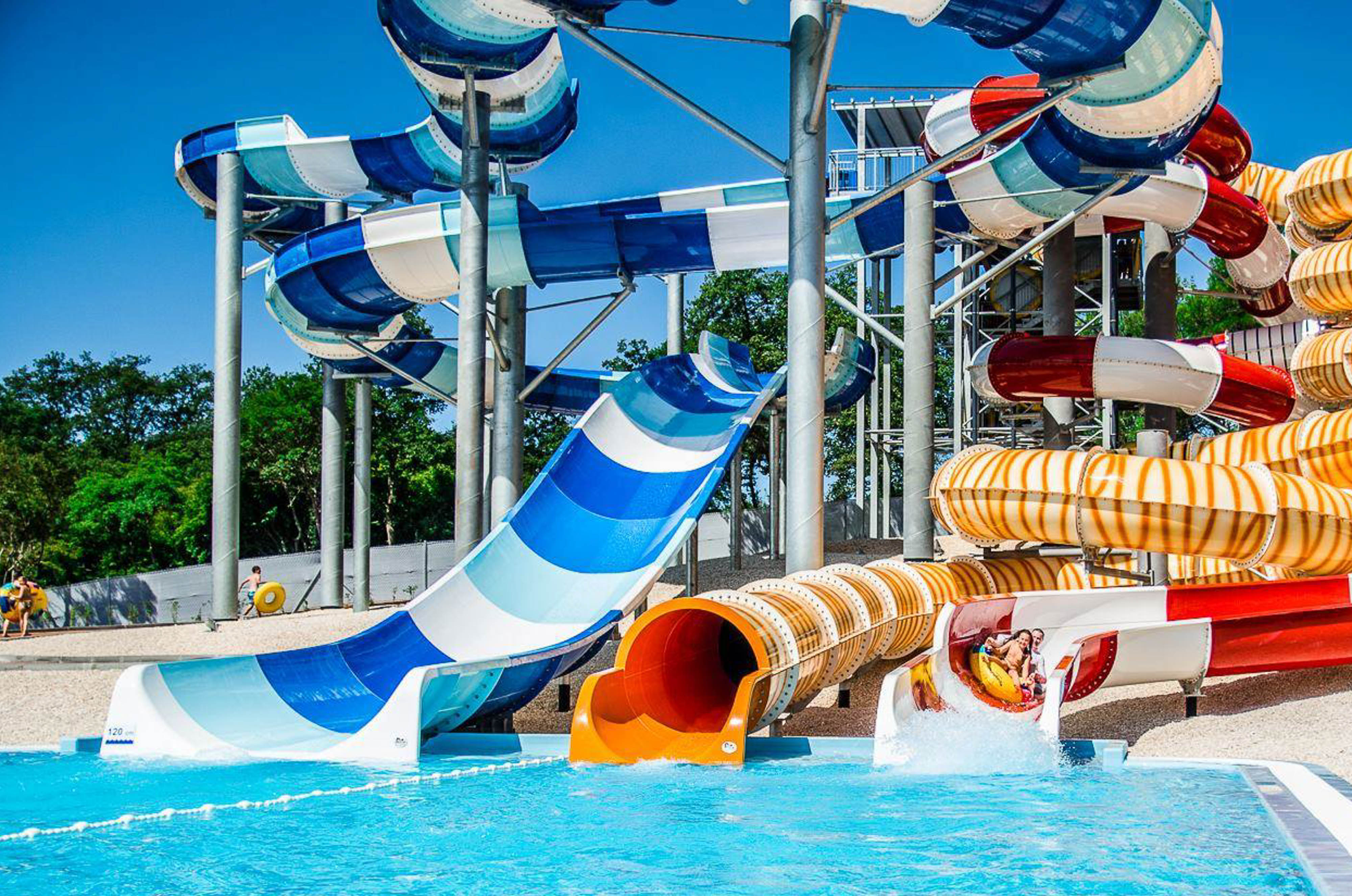
Istralandia

Sulla strada tra Villanova e Cittanova d'Istria (Novigrad) sorge Istralandia, il primo parco acquatico della Croazia, aperto nel 2014 su una superficie di 80.000 m2, con la più grande piscina ad onde del Mediterraneo (2.500 m2) e venti scivoli acquatici.